# Bärbel Bas
Bärbel Bas (Duisburgo, 3 de mayo de 1968) es una política alemana del Partido Socialdemócrata de Alemania (SPD). Desde 2009 es miembro del Bundestag alemán. Se desempeñó como vicepresidenta del grupo parlamentario del SPD desde 2019 hasta 2021. Tras las elecciones federales de 2021, fue nominada por su partido para ocupar la Presidencia del Bundestag, cargo que asumió el 26 de octubre de 2021 hasta el 25 de marzo de 2025. En mayo de 2025 fue nombrada ministra de Trabajo y Asuntos Sociales en el gabinete del canciller Merz.

## Biografía

### Formación y trayectoria profesional
Bas completó su educación secundaria en 1984 y, tras no conseguir una plaza para formarse como delineante técnico, realizó una formación profesional como asistente administrativa en la empresa de transportes públicos de Duisburgo entre 1985 y 1987. Posteriormente, trabajó en la DVG y en su caja de enfermedad, donde desempeñó funciones administrativas y de gestión de personal. Durante este período, completó varias formaciones adicionales, incluyendo estudios para convertirse en especialista en seguros sociales (1994–1997), economista de gestión de seguros de salud (2000–2002) y economista en gestión de personal (2005–2007).

### Inicios en el sindicalismo y entrada en la política
Su implicación en el sindicalismo comenzó como representante de aprendices y jóvenes trabajadores en la DVG (1986–1988), y más tarde como miembro del comité de empresa y representante de los trabajadores en el consejo de supervisión de la empresa (1988–1998). En octubre de 1988, motivada por su activismo laboral y las políticas de la época, se unió al SPD.

### Carrera política
Entre 1994 y 2002, Bas fue miembro del consejo municipal de Duisburgo. A nivel partidario, ocupó diversos cargos dentro del SPD en Duisburgo y en la región del Bajo Rin, incluyendo la vicepresidencia del SPD local (2006–2018) y la presidencia del consejo del partido en Renania del Norte-Westfalia desde 2010.
Fue elegida miembro del Bundestag en 2009, representando el distrito de Duisburgo I, y ha sido reelegida en todas las elecciones desde entonces, siempre mediante voto directo. En el Bundestag, ha formado parte del Comité de Salud (2009–2013 y 2016–2019), fue gerente parlamentaria del grupo parlamentario del SPD (2013–2019) y vicepresidenta del mismo desde 2019.

#### Presidencia del Bundestag
El 26 de octubre de 2021, Bas fue elegida presidenta del Bundestag, sucediendo a Wolfgang Schäuble. Como presidenta, ocupó el segundo cargo más alto en el protocolo estatal alemán, después del presidente federal. Dejó el cargo el 25 de marzo de 2025 luego de las elecciones federales del mismo año en que su formación pasó a ser tercera fuerza parlamentaria y por tanto perdiera el "derecho" a proponer el presidente de la cámara. Fue sucedida por Julia Klöckner.

#### Ministra federal
En mayo de 2025 fue propuesta por la dirección del SPD a ministra de Trabajo y Asuntos Sociales luego de llegar a un acuerdo de Coalición roja-negra con la CDU y la CSU. Tomo posesión del cargo el 6 de mayo de 2025 sucediendo al hasta entonces ministro, Hubertus Heil.

#### Presidenta del SPD
Luego de la dimisión de Saskia Esken como copresidenta del Partido Socialdemócrata, tras los malos resultados en las elecciones federales de 2025 y las fuertes críticas internas hacia su liderazgo, el partido convocó una conferencia para el 27 de junio de 2025 con el fin de elegir a los nuevos copresidentes de la formación. Ante la negativa de Esken a postularse nuevamente, el copresidente y vicecanciller Lars Klingbeil eligió a Bas como su compañera de fórmula. En la conferencia, ambos fueron elegidos por más del 95 % de los miembros del partido, convirtiéndose así Bas en la nueva copresidenta.

## Actividades adicionales y afiliaciones
Bas ha sido miembro del consejo de supervisión de Hüttenwerke Krupp Mannesmann GmbH desde 2015 y del senado de la Sociedad Fraunhofer desde 2021. También forma parte del consejo de la Fundación de Ayuda Humanitaria para Personas Infectadas por VIH a través de Productos Sanguíneos. Es miembro de varias organizaciones, incluyendo ver.di, AWO Duisburg y la Cruz Roja Alemana en Duisburgo.

## Vida personal
Bas es conocida por su fuerte conexión con Duisburgo, su ciudad natal, y es aficionada al equipo de fútbol MSV Duisburg. En su tiempo libre, participa en diversas iniciativas sociales y comunitarias. Es viuda desde 2020.